# 浜善光寺
浜善光寺（はまぜんこうじ）は、新潟県上越市五智にある浄土宗の寺院。正式名称は信州善光寺大本願別院不捨山光明院十念寺（じゅうねんじ）と称する。

## 概要
浜善光寺は聖武天皇の天平年間（729年 - 749年）に行基が越後下向の折に創建されたと伝えられている。戦国の武将上杉謙信が川中島の戦いの際、信濃善光寺の本尊を甲斐国の武田信玄から守るため越後に移して以来、「浜善光寺」「浜の善光寺」と呼ばれるようになった。信濃国にある善光寺に対して日本海近くの海岸部にあることから浜善光寺と呼ばれる。本尊の流転については諸説ある。